# کارل-هاینتس اوبرفرانتس
کارل-هاینتس اوبرفرانتس (انگلیسی: Karl-Heinz Oberfranz؛ زادهٔ ۲۳ دسامبر ۱۹۵۱) دوچرخه‌سوار اهل جمهوری دمکراتیک آلمان است.